# Cortes de Baza
Cortes de Baza là một đô thị trong tỉnh Granada, Tây Ban Nha. Theo điều tra dân số 2005 (INE), đô thị này có dân số là 2335 người.
37°38′B 2°46′T / 37,633°B 2,767°T